# Philthy Animal Taylor

 Phil Taylor, dit  Philthy Animal Taylor ou Philthy, est un batteur professionnel britannique, né le 21 septembre 1954 à Chesterfield (Royaume-Uni) et mort le 11 novembre 2015. Il a joué dans les groupes de heavy metal Waysted et Motörhead dans lequel il est recruté par Lemmy Kilmister. Le mois suivant celui de sa mort, en décembre 2015, c'est Lemmy Kilmister qui décède à son tour. 

## Biographie
Phil Taylor est né le 21 septembre 1954 à Hasland en Angleterre. Il a grandi à Leeds et a été un hooligan de Leeds United. Il a pris des leçons de batterie au Leeds College of Music sur les conseils de son père. Il a remplacé le premier batteur de Motörhead, Lucas Fox, lors de l'enregistrement du premier album du groupe en 1976. Lemmy explique qu'il l'a choisi pour jouer dans Motörhead « parce qu'il avait une voiture et pouvait [les] ramener au studio ».
Taylor est décédé le 12 novembre 2015 à Londres à l'âge de 61 ans des suites d'une longue maladie. L'insuffisance hépatique a été citée comme cause.

## Discographie
Avec Motörhead :
- 1977 : Motörhead
- 1979 : Overkill
- 1979 : Bomber
- 1980 : Ace of Spades
- 1981 : No Sleep 'til Hammersmith Live
- 1982 : Iron Fist
- 1983 : Another Perfect Day
- 1987 : Rock'n Roll
- 1988 : No Sleep 'til att All Live
- 1991 :  1916
- 1992 : March or Die